# Mosinee
Mosinee è un comune degli Stati Uniti d'America, situato nello Stato del Wisconsin, nella Contea di Marathon.